# Saint-Maurice (Alvernia-Rodano-Alpi)
Saint-Maurice è un comune francese di 836 abitanti situato nel dipartimento del Puy-de-Dôme nella regione dell'Alvernia-Rodano-Alpi.

## Società

### Evoluzione demografica
Abitanti censiti